# Castagniccia

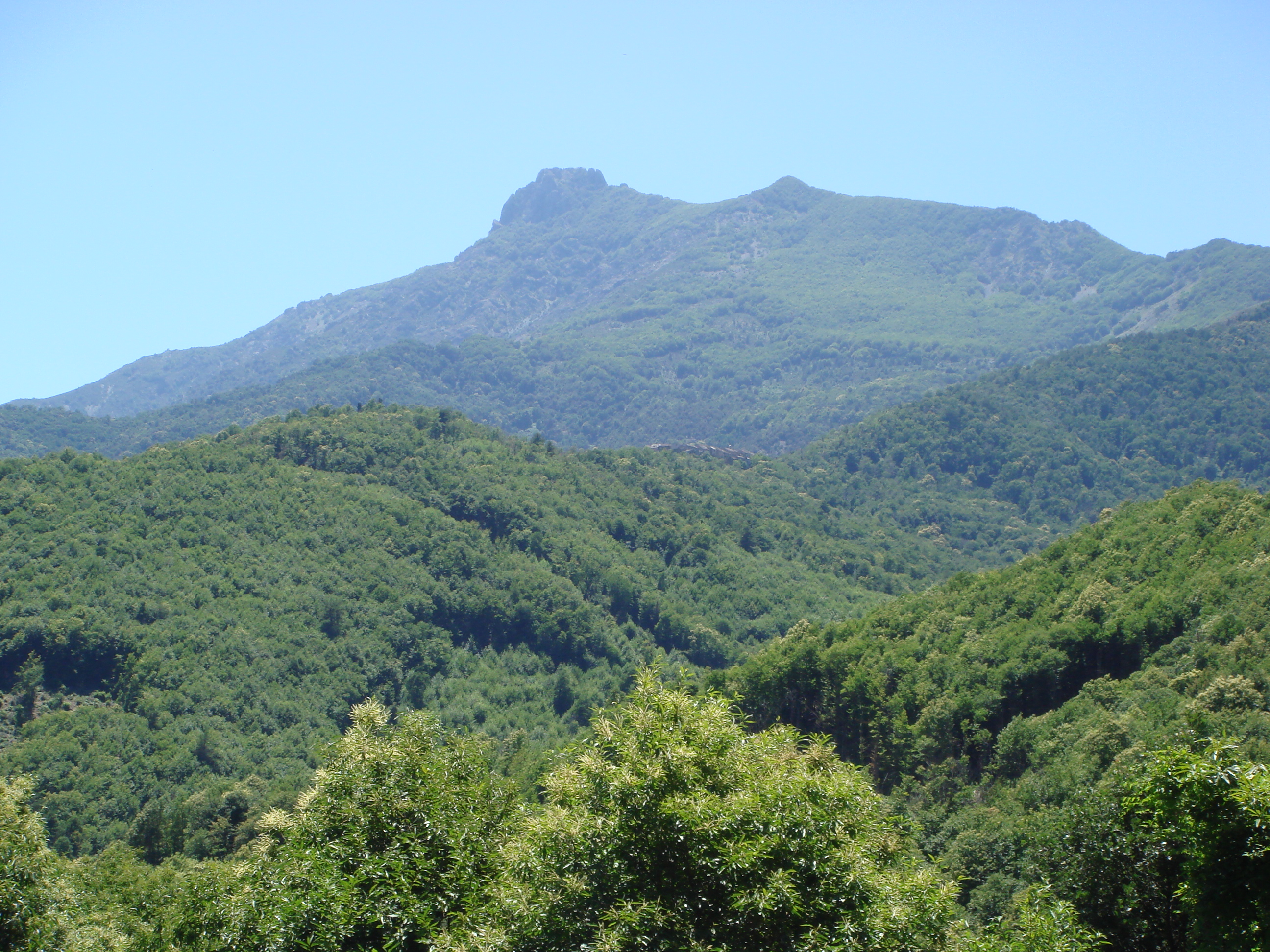
Monte San Pedrone ist die höchste Erhebung der Castagniccia

Castagniccia ist die Bezeichnung einer Hügellandschaft der zu Frankreich gehörenden Insel Korsika im Département Haute-Corse. Sie liegt zwischen dem Golo im Norden und dem südlich gelegenen Tavignano in der Osthälfte der Insel, gleichzeitig ist Castagniccia die korsische Bezeichnung für den „Kastanien-Selve“.
Die charakteristische Edelkastanie (Castanea sativa), die auch als Esskastanie bezeichnet wird, bedeckt allein im Gebiet der Castagniccia eine Fläche von etwa 15.000 ha. Die Anlage von siedlungsnahen Edelkastanien-Selven wurde maßgeblich von den Genuesen gefördert, um die damals immer wieder auftretenden Hungersnöte zu lindern. Dafür wurden auch zahlreiche frischere Stein- und Flaumeichenstandorte gerodet und in die heute noch charakteristische mediterrane Kastanienlandschaft umgewandelt. Neben der Viehzucht (Schafe, Ziegen) waren die Kastanien die Hauptnahrungsquelle der Korsen – deshalb auch die Bezeichnung als „Brotbaum“. Die Früchte wurden getrocknet und zu Mehl verarbeitet oder dienten als Viehfutter und verhalfen der Region zu einem gewissen Wohlstand. Sichtbares Zeichen dessen sind große Kirchen, die noch heute im Zentrum jedes noch so kleinen Dorfes zu finden sind.

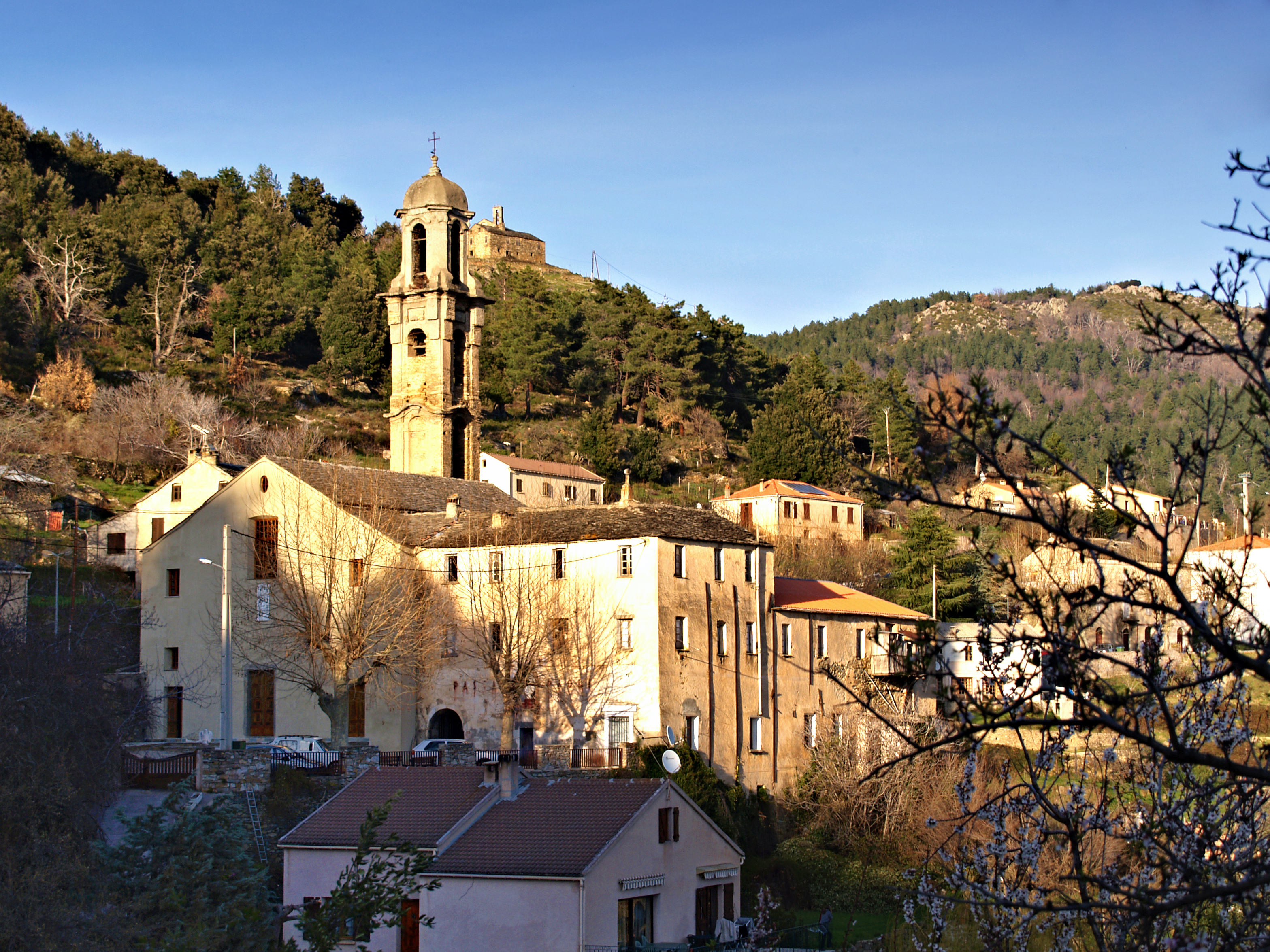
Morosaglia, Geburtsort von Pasquale Paoli, Revolutionär und Widerstandskämpfer des 18. Jahrhunderts

Im 18. Jahrhundert war die Castagniccia ein Zentrum der korsischen Unabhängigkeitsbewegung. Die zahlreichen Klöster waren Versammlungsort der Freiheitskämpfer und Zentrum des Widerstandes. Pasquale Paoli wurde in Morosaglia, im Norden der Castagniccia geboren.
Cervione ist bekannt als Sitz der Bischöfe von Aléria im Spätmittelalter, sowie als Residenz von Theodor von Neuhoff, der am 15. April 1736 von einem Konvent der korsischen Bevölkerung im Kloster Alesani zum König von Korsika gewählt wurde.
In Orezza gibt es heute neben der Ruine eines Klosters eine weit über die Grenzen Korsikas geschätzte Quelle, die vermutlich schon in der Antike bekannt war. Seit langem ist eine gesundheitsförderliche Wirkung dieses Wassers anerkannt, dies wird auch durch einen kaiserlichen Erlass vom 7. Februar 1866 unterstrichen.
Im 19. Jahrhundert hatte die Castagniccia die höchste Bevölkerungsdichte aller Regionen der Insel. Heute ist die vor 100 Jahren noch wohlhabende Castagniccia ebenso von der Landflucht betroffen, wie die vielen anderen ländlichen Gegenden Korsikas. Damit einher ging der Niedergang der Kastanien-Selven, die nunmehr als Weide für halbwilde Hausschweine dienten, keine Pflege mehr erfuhren und durch Krankheiten geschwächt waren. Inzwischen hat man aber die Bedeutung dieser landschaftsprägenden Bäume wiederentdeckt und pflegt mancherorts die lange vernachlässigten Baumkulturen wieder. Seit den 1990er Jahren sind wieder vermehrt heimische Produkte aus dem Mehl der korsischen Edelkastanien zu kaufen, wie etwa das zunehmend beliebtere Kastanienbier Pietra.

## Sehenswürdigkeiten
Sehenswerte Orte in der Castagniccia sind Cervione, Pedicroce, la Porta und das Kloster in Alesani. Das kleine Bergdorf Campodonico ist Ausgangspunkt für eine Wanderung auf den Monte San Petrone, mit 1767 m die höchste Erhebung in der Castagniccia.